# 南昌站二场
南昌站Ⅱ场位于江西省南昌市东湖区二七北路东侧的货运二等站，位于南昌站北侧，建于1975年，原名为南昌西站，距北京西站1447公里，距常平站868km。
为了防止和新建的客运南昌西站重名本站于2013年4月1日18时正式改名为南昌站Ⅱ场。

## 历史
南昌西站建于1975年，2003年为一等站2008年为二等区段货运站。为了防止和新建的客运南昌西站重名本站于2013年4月1日18时正式改名为南昌站二场，并入南昌车站管理。